# حمد بن ثويني
السيد حمد بن ثويني البوسعيد ولد عام 1857 وتوفي بتاريخ 25 اغسطس، 1896. وهو خامس سلاطين زنجبار. وقد حكم من 5 مارس 1893 وحتى 25 اغسطس 1896.

## أسرته
والده هو السيد ثويني بن سعيد بن سلطان سلطان مسقط وعمان (19 حكم من أكتوبر 1856 - 11 فبراير 1866). وأمه السيدة غالية بنت سالم البوسعيد، وأزواجه هم:
- السيدة تركية بنت تركي البوسعيد ابنة السلطان تركي بن سعيد بن سلطان سلطان مسقط وعمان.
- السيدة نونو بنت برغش البوسعيد.[1]

توفي السلطان حمد فجأة بالساعة 11.40 صباحا يوم 25 أغسطس - 1896، وقد مات على أقرب التأكيد مسموما، وقد وجهت أصابع الإتهام إلى ابن عمه خالد بن برغش والذي أعلن نفسه سلطانا لزنجبار لمدة 3 أيام قبل أن يزيحه الإنجليز بعد حرب قصيرة مدتها 40 دقيقة.